# Trouble's Lament
Trouble's Lament è un singolo della cantautrice statunitense Tori Amos, pubblicato nel 2014 ed estratto dall'album Unrepentant Geraldines.

## Tracce
- Download digitale

1. Trouble's Lament – 3:40